# تيم بيكهام
تيم بيكهام (بالإنجليزية: Tim Beckham)‏ هو لاعب كرة قاعدة أمريكي، ولد في 27 يناير 1990 في غريفين في الولايات المتحدة.

## وصلات خارجية
- تيم بيكهام على موقع دوري كرة القاعدة الرئيسي (الإنجليزية)
- تيم بيكهام على موقعبيزبول رفرنس.كوم (الدوري الرئيسي) (الإنجليزية)
- تيم بيكهام على موقعبيزبول رفرنس.كوم (الدوري الثانوي) (الإنجليزية)
- تيم بيكهام على موقع إي إس بي إن.كوم (أم.أل.بي) (الإنجليزية)
- تيم بيكهام على موقع مشجعي الرسوم البيانية (الإنجليزية)